# Iエリア
iエリア（アイエリア）とは、NTTドコモのiモードのサービスのひとつで、今居る位置情報をコンテンツプロバイダに送信することにより、近辺のグルメ情報、店情報、地図サービス、天気予報等のローカルな情報を得ることができるサービス。基地局からの携帯電話の現在地情報により、全国を505ヶ所に分割したエリアごとの情報を受けることができる。FOMAでもmovaでも利用可能。
iメニュー→iエリア-周辺情報-を選択するだけでアクセスできる。地図アプリとの連動も可能である。
月額利用料不要。申込不要。